# Старіковський Микола Васильович
Мико́ла Васи́льович Старіковський (15 січня 1976, м. Харків, Українська РСР — 22 червня 2017, смт Луганське, Бахмутський район, Донецька область, Україна) — солдат Збройних сил України, учасник російсько-української війни.

## Біографія
Народився 1976 року у Харкові.
Під час російської збройної агресії проти України виконував завдання на території проведення антитерористичній операції, зокрема на «Світлодарській дузі».
Солдат, старший стрілець 43-го окремого мотопіхотного батальйону «Патріот» 53-ї окремої механізованої бригади, в/ч А2026, м. Сєвєродонецьк.
22 червня 2017 року близько 10:00 в результаті підриву на невідомому вибуховому пристрої поблизу смт Луганське Бахмутського району дістав важкі поранення, від яких помер у лікарні.
Похований на кладовищі Харкова.

## Нагороди та вшанування
- Указом Президента України № 318/2017 від 11 жовтня 2017 року, за особисту мужність і самовіддані дії, виявлені у захисті державного суверенітету та територіальної цілісності України, зразкове виконання військового обов'язку, нагороджений орденом «За мужність» III ступеня (посмертно)[3].